# Ecce Puer

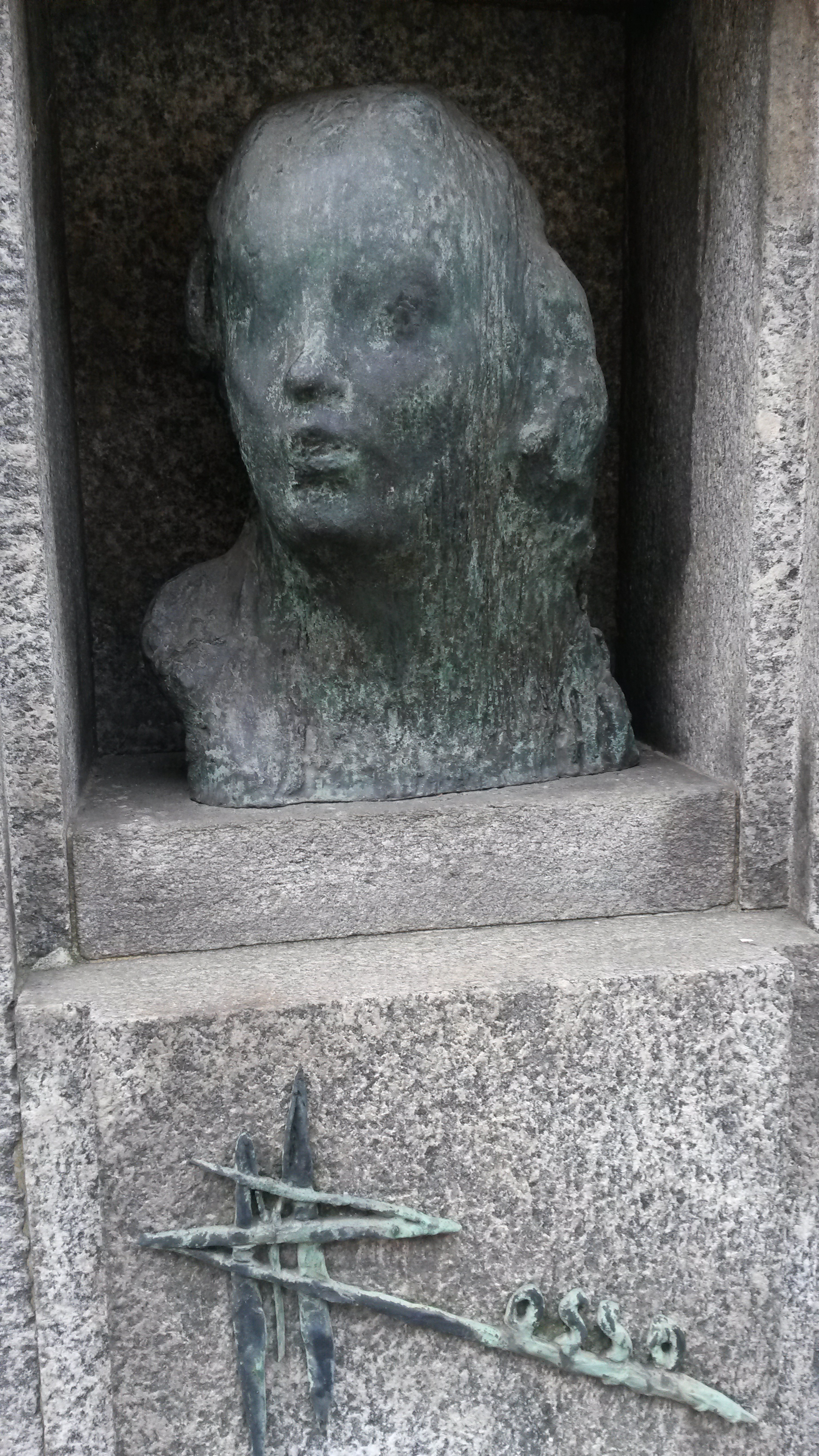
L'Ecce Puer. Riproduzione situata sulla tomba di Medardo Rosso, cimitero monumentale di Milano.

Ecce Puer (conosciuto anche come: Portrait de l'enfant Alfred Mond, Enfant anglais, Impression d'enfant e Enfant de Nazareth) è un'opera di Medardo Rosso (1858-1928) che rappresenta la «vision de pureté dans un monde banal» ossia la visione di purezza davanti ad un mondo banale, lo stupore di un bambino davanti ad un evento che ad un adulto appare banale.

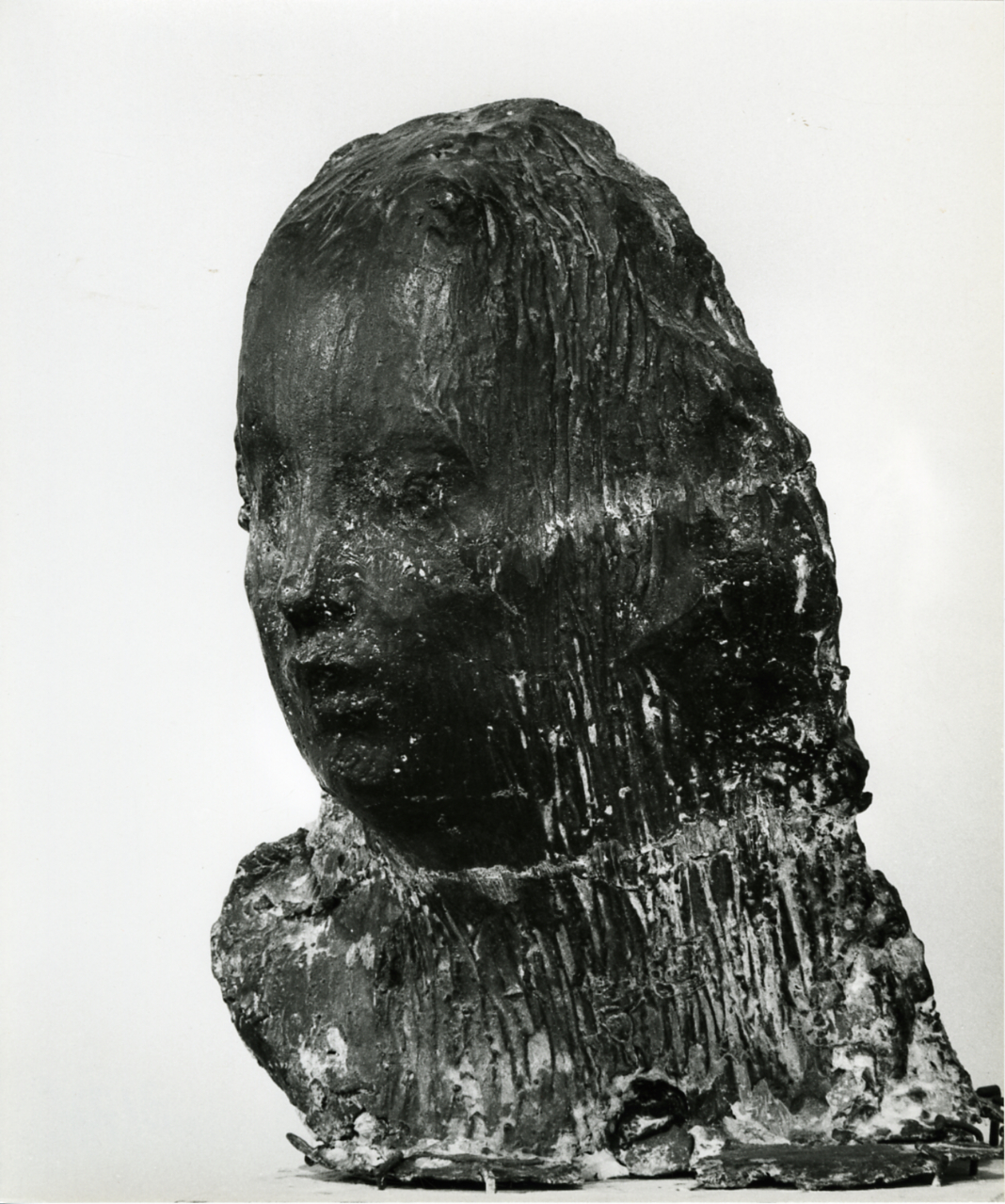
Ecce Puer, 1906, nella versione in gesso e in bronzo. Foto di Paolo Monti (Fondo Paolo Monti, BEIC)

## Storia
«Una sera c'era stato un ricevimento e la sala era piena di ospiti eleganti. A un tratto la tenda era aperta un po' e un bambino guardò dentro, le labbra aperte di sorpresa poi si è ritirato. Medardo corse alla sua stanza, ha lavorato tutta la notte fino al giorno dopo per completare la testa. L'hanno trovato sul divano con i vestiti serali indosso» (Scolari-Barr).
I genitori del bimbo francese ritratto nell'opera, Alfred Mond, dissero che la scultura non era per niente somigliante al loro figlio.
L'artista nel 1920 espose l'opera, assieme ad altre tre sue creazioni eseguite tempo prima, Bambino malato, Bambino ebreo e La Portinaia, alla Mostra d'arte Sacra di Venezia limitandosi a modificarne il nome in Enfant de Nazareth.

## Versioni
Esistono diverse varianti dell'Ecce Puer:
- Bronzo: Galleria internazionale d'arte moderna, Venezia
- Bronzo: Wallraf-Richartz Museum, Colonia
- Bronzo: collezione privata
- Bronzo: Galleria nazionale dello Jeu de Paume, Parigi
- Bronzo: Rupert Museum, Stellenbosch
- Cera: collezione privata, Milano
- Cera: Museo Medardo Rosso, Barzio
- Cera: Proprietà della signora Balzarotti
- Cera: Galleria nazionale d'arte moderna, Roma
- Cera: proprietà del pittore Ezio Pastorio
- Cera: F. Rosso, Milano
- Cera: Galleria d'arte moderna Ricci Oddi, Piacenza
- Gesso: proprietà del pittore Pastorio
- Gesso: Galleria d'Arte Moderna, Milano

Particolarmente interessante l'opera in bronzo appartenuta a Luigi Bergamo di Stresa Borromeo. Medardo, usando acidi corrosivi, e lasciando in varie parti materiale refrattario, ottiene le proprietà della pietra. Probabilmente ha mescolato alla terra refrattaria nichel e sabbia, infatti questa da un effetto di superficie granulosa.
La cera rivela innumerevoli qualità interpretative, la principale delle quali è il marmo.